# Leon Recheński
Leon Recheński, właśc. Leon Rechen (ur. 24 czerwca 1879 we Lwowie, zm. 13–14 kwietnia w 1940 w Katyniu) – polski aktor teatralny i filmowy, śpiewak, major piechoty Wojska Polskiego w stanie spoczynku, ofiara zbrodni katyńskiej.

## Życiorys
Syn Bernarda i Wiktorii z Ehrlicków. Uczęszczał do gimnazjum i szkoły handlowej we Lwowie. Na scenie debiutował w 1894 roku. Karierę teatralną dzielił między Lwów, gdzie występował w latach 1894–1900, 1901–1908 i 1910–1914, oraz Poznań, gdzie grał w latach 1900–1901 i 1908–1910. Następnie wstąpił do II Brygady Legionów Polskich. W 1916 roku ukończył Szkołę Oficerską w Bolechowie. W grudniu 1918 roku wziął udział w obronie Lwowa, za co odznaczono go Krzyżem Obrony Lwowa. 1 lutego 1919 roku został przyjęty do Wojska Polskiego i zatwierdzony w stopniu podporucznika. 1 lipca 1925 roku został awansowany na stopień majora. Służył  w 21. Pułku Piechoty jako dowódca batalionu. W 1927 roku przeszedł w stan spoczynku z przydziałem do Okręgu Korpusu Nr I. W 1934 roku pozostawał w ewidencji PKU Warszawa-Miasto III. W uznaniu swoich zasług został odznaczony Krzyżem Walecznych, Złotym Krzyżem Zasługi, Krzyżem Niepodległości, a także Odznaką II Brygady, Odznaką „Orlęta" oraz Odznaką Pamiątkową Więźniów Ideowych.
W latach 30. XX wieku powrócił do aktorstwa, występując w filmach. W 1938 roku uczestniczył w produkcji komedii Robert i Bertrand, gdzie pełnił funkcję kierownika administracyjnego.
Latem 1939 roku został powołany do wojska. Po wybuchu II wojny światowej uczestniczył w kampanii wrześniowej. Po agresji ZSRR na Polskę z 17 września 1939 roku dostał się do niewoli sowieckiej. Według stanu z 24 grudnia 1939 roku był jeńcem obozu w Kozielsku, skąd wysłał ostatni list do żony, który otrzymała jesienią 1939 roku. Między 11 a 12 kwietnia 1940 roku przekazany do dyspozycji naczelnika Zarządu NKWD Obwodu Smoleńskiego – lista wywózkowa 025/1 z 9 kwietnia 1940 roku. Został zamordowany między 13 a 14 kwietnia 1940 roku w Katyniu przez funkcjonariuszy Obwodowego Zarządu NKWD w Smoleńsku oraz pracowników NKWD przybyłych z Moskwy na mocy decyzji Biura Politycznego KC WKP(b) z 5 marca 1940 roku. Ofiary tej zbrodni grzebano w bezimiennych mogiłach zbiorowych, gdzie od 28 lipca 2000 roku mieści się oficjalnie Polski Cmentarz Wojenny w Katyniu. W miejscu tym prowadzone były ekshumacje i prace archeologiczne. W 1943 jego ciało zostało zidentyfikowane w toku ekshumacji nadzorowanych przez Niemców pod numerem 1577 – dosł. opisany jako Rechenski Leon (raport dzienny z 8 maja 1943 roku). Przy jego szczątkach znaleziono książkę wojskową, odznakę 21 p.p., krzyż walecz., medal ,,Polska swemu obrońcy’’, medal Niepodległości oraz kartkę z adresami. Figuruje na liście Komisji Technicznej PCK pod numerem 01577. W Archiwum Robla w pakiecie 01458-04, znajduje się kalendarzyk Bronisława Weissa, w którym pod datą 24 grudnia 1939 roku wspomniany jest Leon Recheński. 16 lutego 1951 roku został uznany za zmarłego, postanowieniem Sądu Powiatowego w Krakowie.
Był żonaty z Barbarą z Huppertów, mieszkał we Lwowie.
5 października 2007 roku minister obrony narodowej Aleksander Szczygło mianował go pośmiertnie na stopień podpułkownika. Awans został ogłoszony 9 listopada 2007 roku w Warszawie, w trakcie uroczystości „Katyń Pamiętamy – Uczcijmy Pamięć Bohaterów”.

## Filmografia
- Niebezpieczny romans (1930)[19] – Karaluch
- Na Sybir (1930)[5]
- Uwiedziona (1931)[19] – przewodniczący sądu
- Niebezpieczny raj (1931)[19] – Zangiacomo
- Dziesięciu z Pawiaka (1931)[19] – oficer w gabinecie generała
- Wacuś (1935)[5] – woźny w szkole
- ABC miłości (1935)[5] – mecenas Konstanty Prztycki